# Eleiodoxa
Genre
Eleiodoxa est un genre de la famille des Arecaceae (Palmiers) qui ne comprend qu'une seule espèce, Eleiodoxa conferta.

## Classification
- Sous-famille des Calamoideae
  - Tribu des Calameae
    - Sous-tribu des Salaccinae[2]

Sa sous-tribu comprend un autre genre : Salacca.

## Liste d'espèces
Selon BioLib (3 mars 2020), Catalogue of Life (3 mars 2020), World Checklist of Selected Plant Families (WCSP) (3 mars 2020) et The Plant List (3 mars 2020) :
- Eleiodoxa conferta (Griff.) Burret (1942)

Selon Tropicos (3 mars 2020) (Attention liste brute contenant possiblement des synonymes) :
- Eleiodoxa conferta (Griff.) Burret
- Eleiodoxa microcarpa Burret           = Eleiodoxa conferta [8]
- Eleiodoxa orthoschista Burret         = Eleiodoxa conferta [8]
- Eleiodoxa scortechinii (Becc.) Burret = Eleiodoxa conferta [8]
- Eleiodoxa xantholepis Burret          = Eleiodoxa conferta [8]